# Jardín Botánico de la Universidad Tohoku
El Jardín Botánico de la Universidad Tohoku en japonés: 東北大学植物園 Tōhoku Daigaku Shokubutsuen, es un jardín botánico de 490,000 m² en Sendai en la Prefectura de Miyagi, Japón.
Está administrado por la Universidad de Tohoku.
Presenta trabajos para la International Agenda Registration-(Agenda Internacional para la Conservación en los Jardines Botánicos).
El código de reconocimiento internacional del Tōhoku Daigaku Shokubutsuen como institución botánica (en el Botanical Gardens Conservation International - BGCI), así como las siglas de su herbario es TUSG.

## Localización
Tōhoku Daigaku Shokubutsuen Kawauchi 12-2, Aoba-ku, Sendai, Miyagi, Japón.
Planos y vistas satelitales.38°13′59.88″N 140°0′0″E / 38.2333000, 140.00000
- Altitud: de 58 a 148 m s. n. m.
- Temperatura media anual: 11,9 °C (de 1976 a 1991)
- Precipitaciones medias anuales: 1 440,3 mm (de 1976 a 1991)

El jardín botánico abre sus puertas diariamente

## Historia
Toda la zona de la universidad actual en el año 1600 se llamaba "Goura-rin (Koura Bayashi)", se ubicaba el castillo "Sendai-jo" desde el comienzo de la era Edo propiedad del señor "Masamune" y la principal protección de las cuencas hidrográficas. Para la defensa de la torre del homenaje "Doshiro" se le hizo detrás una gran tala de árboles y fue prohibido el paso del público en general.
Durante la Restauración Meiji esta zona estuvo bajo el control de la 2.ª división de infantería del Ejército.
En la Segunda Guerra Mundial después de su conclusión, se convirtió en la tierra donde se asentó el ejército de ocupación y la intromisión del público en general fue limitada durante este tiempo.
En el año 1958 estos terrenos fueron transferidos a la Universidad de Tohoku, y la Facultad de Ciencias, hizo la apertura del parque como el "Jardín Botánico Aobayama".
En el año 1958 tuvo lugar la apertura del parque como el Jardín Botánico de la Facultad de Ciencias, de la Universidad Aobayama. Abre al público a partir del año siguiente.
En el año 1972 una zona de bosque viejo de importancia para la comunidad académica de unos 390 000 m² del área, son reclasificados como "Área de Monumento Natural Nacional" "Aobayama".
En el 1996 se acondiciona como lugar de investigación el edificio del antiguo pabellón que había servido de albergue de las tropas de ocupación, y se inaugura el edificio principal actual.
En el 2003 el "Área de Monumento Natural Nacional" designada será parte de un "Sitio Histórico Nacional" las antiguas "Ruinas del castillo de Sendai".
En el año 2005 al jardín botánico se le da la denominación de "Jardines botánicos de la universidad de Tohoku".
Los "Archivos de la Universidad de Tohoku", junto con los del "Museo de la Universidad de Tohoku", están integrados como Recursos Académicos en el Centro de Investigación de la Universidad de Tohoku y fueron publicados en el año 2006.

## Colecciones
Actualmente el jardín botánico alberga más de 800 especies, albergando flora de Kazajistán, Europa, Extremo Oriente, y América, con un énfasis especial en sauces y en plantas alpinas, pero además presenta colecciones:
- Cactaceae y otras suculentas, tales como Agave, Euphorbia, Kalanchoe, Stapelia, Sansevieria
- Iris,
- Lilium,
- Paeonia,
- Rosaleda con numerosas especies y cultivares de Rosa,
- Syringa,
- Pinetum con coníferas tales como Podocarpus.
- Plantas medicinales
- Plantas trepadoras

Entre las especies dignas de mención sobresalen Belamcanda chinensis, Caltha palustris var. nipponica, Carex podogyna, Lysichiton camtschatcense, Menyanthes trifoliata, Myrica gale var. tomentosa, Potamogeton distinctus, y Primula japonica.

## Actividades
- ヤナギ科植物の系統保存 Banco de preservación de plantas salicáceas, obra del Dr Kimura Yuka director fundador de banco de salicáceas en Japón, fue una figura destacada en la investigación de las plantas salicáceas y se está trabajando en salvar las plantas amenazadas. Alberga a más de 400 cepas recolectadas en Japón y en el extranjero, es por su tamaño una de las colecciones de Salicáceas más importantes a nivel mundial. Muchas de las plantas de Salicáceas se cultivan por todo el campus, en el estacionamiento, viveros, plaza, etc, y desde la primavera al verano se ven las semillas de los sauces envueltas en sus pelusas flotando por todas partes del campus.
- 種子交換事業 Intercambio de semillas, se efectúa un intercambio de semillas con el propósito de la investigación y la educación entre los institutos de investigación y los jardines botánicos de todo el mundo.
- モニタリングサイト1000 El sitio de Monitoreo 1000, se inició en el año 2002, al ser formulada en la "Estrategia Nacional de Biodiversidad en base al Ministerio de Medio Ambiente Centro de la Diversidad Biológica" el llevar a la práctica el "monitoreo de 1000 sitios en todo el estado que participaran en esta empresa de estudio". En esta empresa de estudio, se han acumulado durante un largo período de tiempo los datos ambientales básicos procedentes de unos 1000 lugares distribuidos por todo Japón. Esto tiene por objeto el ir recabando datos para la identificación temprana de los cambios en el medio ambiente natural. El punto de estudio de la universidad Tohoku, se ubica en el bosque de abetos Monumento Natural en el parque, para lo cual se han instalado unas placas informativas a lo largo de la trayectoria de observación.
- その他' Otros, tal como exposiciones temporales y conferencias públicas que se dirigen al público en general.